# Saison 2011-2012 des FAR de Rabat
Maillots
Chronologie
Saison précédente Saison suivante
La saison 2011-2012 des FAR de Rabat est la cinquante-troisième de l'histoire du club. Elle débute alors que les militaires sont arrivés sixième du championnat marocain lors de la saison précédente. Aziz El Amri commence sa seconde saison en tant qu'entraîneur. Le club est par ailleurs engagé en coupe du Trône.
Finalement, les FAR de Rabat (football) atteignent la finale en coupe du Trône sans pour autant la remporter et atteignent la septième place en championnat.
Le bilan en championnat des FAR de Rabat s'est terminé globalement moyen car sur 30 matchs joués, ils en gagnent 10, en perdent 9 et cèdent 11 nuls pour 32 buts marqués et 29 encaissés.

## Avant-saison

### Matchs amicaux de préparation
Dans le cadre des matchs amicaux de préparations d'avant saison, le Raja de Casablanca est invité par l'AS Salé avec l'autre club de Rabat le FUS de Rabat et les rifains du Chabab Rif Al Hoceima pour participer à la toute première édition du Tournoi Mohamed Benghmouch de football. Il s'agit donc de la 1re édition de ce tournoi annuelle qui aura lieu chaque été avant le début du championnat.
| Dates           | Journées   | Adversaires           | Lieux des rencontres       | Scores | Buts FAR | Références          |
| --------------- | ---------- | --------------------- | -------------------------- | ------ | -------- | ------------------- |
| 30 juillet 2011 | 1/2 finale | FUS de Rabat          | Stade Boubker Ammar (Salé) | 1-0    | ??       | [ Rapport match 1 ] |
| 31 juillet 2011 | Finale     | Chabab Rif Al Hoceima | Stade Boubker Ammar (Salé) | 0-3    | -        | [ Rapport match 2 ] |

Les militaires commencent le tournoi le 30 juillet 2011 face au FUS de Rabat dans le cadre du derby rbati en étant également un avant goût du match qui va les opposer en coupe du Trône 2010-2011. Alors que de l'autre côté l'équipe organisatrice, l'AS Salé qui évolue en 2e division doit affronter le Chabab Rif Al Hoceima évoluant en 1er division. Ces deux matchs ont donc lieu dans le cadre des demi-finales de ce tournoi et c'est les FAR de Rabat et le Chabab Rif Al Hoceima qui se qualifie pour la finale. Les militaires ont battu le FUS de Rabat par 1-0 alors que le Chabab Rif Al Hoceima s'est qualifié à la suite d'une séance de tirs au but après un nul par un but partout.
Finalement les FAR sont écrasés par les rifains qui remportent la première édition de ce championnat sur le score de trois buts à zéro. Cette rencontre qui a lieu dans le cadre de la finale s'est déroulé le 31 juillet 2011 après le match pour la 3e place que l'AS Salé a remporté face au FUS de Rabat par quatre buts à un.

## Saison

### Parcours en championnat

#### Composition du championnat
Avec la relégation de la Jeunesse sportive de Kasbat Tadla et du Kawkab de Marrakech et la promotion de l'Ittihad Khémisset et du CODM de Meknès, Les FAR se retrouvent donc en compagnie de quinze autres équipes que sont:
L'I.Z.K. : l'Ittihad Zemmouri de Khémisset.
Le W.A.C. : le Wydad Athletic Club.
Le R.C.A. : le Raja Club Athletic.
Le M.A.T. : le Moghreb Athlétic de Tétouan.
La J.S.M.: la Jeunesse Sportive El Massira.
L'O.C.S. : l'Olympique Club de Safi.
L'O.C.K. : l'Olympique Club de Khouribga.
Le F.U.S. : le Fath Union Sport de Rabat.
Le K.A.C. : le Kénitra Athlétic Club.
Le D.H.J. : le Difaâ Hassani d'El Jadida.
Le M.A.S. : le Maghreb Association Sportive.
Le C.R.A. : le Chabab Rif Al Hoceima.
Le C.O.D.M : le Club omnisports de Meknès.
Le H.U.S.A. : le Hassania Union Sport d'Agadir.
et le W.A.F. : le Wydad Athletic Club de Fès.
Cette saison représente donc la 53e année de football de l'histoire des FAR de Rabat, il s'agit surtout de sa 52e en première division. On peut signaler la présence du Fath Union Sport de Rabat club issue de la ville de Rabat et aussi de l'Ittihad Zemmouri de Khémisset qui se situe dans la même région que Rabat ce qui représente un derby régional. De plus il faut aussi signaler comme chaque année la présence des plus grands ennemies du club que sont le Raja Club Athletic, le Wydad Athletic Club et même le Maghreb de Fès.

#### Calendrier du championnat
Le calendrier est donné tel quel et en début de saison par la fédération royale marocaine de football. Toutefois il est utile de rappeler que les dates des rencontres données ne sont pas fixes et peuvent être déplacés notamment pour l’organisation de certains matchs comme ceux dans les compétitions internationales pour les clubs qui y sont qualifiés.
| Phase aller | Match 1             | Match 2               | Match 3             | Match 4             | Match 5             | Match 6             | Match 7             | Match 8               | Phase retour |
| ----------- | ------------------- | --------------------- | ------------------- | ------------------- | ------------------- | ------------------- | ------------------- | --------------------- | ------------ |
| Journée 1   | A.S.F.A.R. / C.R.A. | M.A.S. / H.U.S.A.     | K.A.C. / R.C.A.     | D.H.J. / O.C.S.     | W.A.C. / I.Z.K.     | J.S.M. / W.A.F.     | M.A.T. / F.U.S.     | C.O.D.M. / O.C.K.     | Journée 30   |
| Journée 2   | C.R.A. / C.O.D.M.   | H.U.S.A. / A.S.F.A.R. | R.C.A. / M.A.S.     | O.C.S. / K.A.C.     | I.Z.K. / D.H.J.     | W.A.F. / W.A.C.     | F.U.S. / J.S.M.     | O.C.K. / M.A.T.       | Journée 16   |
| Journée 3   | C.R.A. / H.U.S.A.   | A.S.F.A.R / R.C.A.    | M.A.S. / O.C.S.     | K.A.C. / I.Z.K.     | D.H.J. / W.A.F.     | W.A.C. / F.U.S.     | J.S.M. / O.C.K.     | C.O.D.M. / M.A.T.     | Journée 17   |
| Journée 4   | H.U.S.A. / C.O.D.M. | R.C.A. / C.R.A.       | O.C.S. / A.S.F.A.R. | I.Z.K. / M.A.S.     | W.A.F. / K.A.C.     | F.U.S. / D.H.J.     | O.C.K. / W.A.C.     | M.A.T. / J.S.M.       | Journée 18   |
| Journée 5   | H.U.S.A. / R.C.A.   | C.R.A. / O.C.S.       | A.S.F.A.R. / I.Z.K. | M.A.S. / W.A.F.     | K.A.C. / F.U.S.     | D.H.J. / O.C.K.     | W.A.C. / M.A.T.     | C.O.D.M. / J.S.M.     | Journée 19   |
| Journée 6   | R.C.A. / C.O.D.M.   | O.C.S. / H.U.S.A.     | I.Z.K. / C.R.A.     | W.A.F. / A.S.F.A.R. | F.U.S. / M.A.S.     | O.C.K. / K.A.C.     | M.A.T. / D.H.J.     | J.S.M. / W.A.C.       | Journée 20   |
| Journée 7   | R.C.A. / O.C.S.     | H.U.S.A. / I.Z.K.     | C.R.A. / W.A.F.     | A.S.F.A.R. / F.U.S. | M.A.S. / O.C.K.     | K.A.C. / M.A.T.     | D.H.J. / J.S.M.     | C.O.D.M. / W.A.C.     | Journée 21   |
| Journée 8   | O.C.S. / C.O.D.M.   | I.Z.K. / R.C.A.       | W.A.F. / H.U.S.A.   | F.U.S. / C.R.A.     | O.C.K. / A.S.F.A.R. | M.A.T. / M.A.S.     | J.S.M. / K.A.C.     | W.A.C. / D.H.J.       | Journée 22   |
| Journée 9   | O.C.S. / I.Z.K.     | R.C.A. / W.A.F.       | H.U.S.A. / F.U.S.   | C.R.A. / O.C.K.     | A.S.F.A.R. / M.A.T. | M.A.S. / J.S.M.     | K.A.C. / W.A.C.     | C.O.D.M. / D.H.J.     | Journée 23   |
| Journée 10  | I.Z.K. / C.O.D.M.   | W.A.F. / O.C.S.       | F.U.S. / R.C.A.     | O.C.K. / H.U.S.A.   | M.A.T. / C.R.A.     | J.S.M. / A.S.F.A.R. | W.A.C. / M.A.S.     | D.H.J. / K.A.C.       | Journée 24   |
| Journée 11  | I.Z.K. / W.A.F.     | O.C.S. / F.U.S.       | R.C.A. / O.C.K.     | H.U.S.A. / M.A.T.   | C.R.A. / J.S.M.     | A.S.F.A.R. / W.A.C. | M.A.S. / DH.J.      | C.O.D.M. / K.A.C.     | Journée 25   |
| Journée 12  | W.A.F. / C.O.D.M.   | F.U.S. / I.Z.K.       | O.C.K. / O.C.S.     | M.A.T. / R.C.A.     | J.S.M. / H.U.S.A.   | W.A.C. / C.R.A.     | D.H.J. / A.S.F.A.R. | K.A.C. / M.A.S.       | Journée 26   |
| Journée 13  | W.A.F. / F.U.S.     | I.Z.K. / O.C.K.       | O.C.S. / M.A.T.     | R.C.A. / J.S.M.     | H.U.S.A. / W.A.C.   | C.R.A. / D.H.J.     | A.S.F.A.R. / K.A.C. | C.O.D.M. / M.A.S.     | Journée 27   |
| Journée 14  | C.O.D.M. / F.U.S.   | O.C.K. / W.A.F.       | M.A.T. / I.Z.K.     | J.S.M. / O.C.S.     | W.A.C. / R.C.A.     | D.H.J. / H.U.S.A.   | K.A.C. / C.R.A.     | M.A.S. / A.S.F.A.R.   | Journée 28   |
| Journée 15  | F.U.S. / O.C.K.     | W.A.F. / M.A.T.       | I.Z.K. / J.S.M.     | O.C.S. / W.A.C.     | R.C.A. / D.H.J.     | H.U.S.A. / K.A.C.   | C.R.A. / M.A.S.     | A.S.F.A.R. / C.O.D.M. | Journée 30   |

#### Phase aller
La première journée de ce championnat débute le dimanche 25 août 2011, pour les FAR de Rabat alors que le premier match officiel de la saison du championnat débute le 19 août 2011 et oppose le Maghreb de Fès au Hassania d'Agadir.
| Dates             | Journées    | Adversaires            | Lieux des rencontres              | Scores | Buts FAR                          | Références           |
| ----------------- | ----------- | ---------------------- | --------------------------------- | ------ | --------------------------------- | -------------------- |
| 25 août 2011      | 1er journée | Chabab Rif Al Hoceima  | Complexe Moulay Abdallah (Rabat)  | 0-0    | -                                 | [ Rapport match 3 ]  |
| 18 septembre 2011 | 2e journée  | Hassania d'Agadir      | Stade Al Inbiâate (Agadir)        | 0-0    | -                                 | [ Rapport match 4 ]  |
| 25 septembre 2011 | 3e journée  | Raja de Casablanca     | Complexe Moulay Abdallah (Rabat)  | 0-0    | -                                 | [ Rapport match 5 ]  |
| 15 octobre 2011   | 4e journée  | Olympique de Safi      | Stade El Massira (Safi)           | 1-1    | Jounaid 24e                       | [ Rapport match 6 ]  |
| 23 octobre 2011   | 5e journée  | Ittihad Khémisset      | Complexe Moulay Abdallah (Rabat)  | 0-1    | -                                 | [ Rapport match 7 ]  |
| 28 octobre 2011   | 6e journée  | Wydad de Fès           | Complexe de Fès (Fès)             | 1-1    | Lahrari 60e                       | [ Rapport match 8 ]  |
| 6 novembre 2011   | 7e journée  | FUS de Rabat           | Complexe Moulay Abdallah (Rabat)  | 1-2    | El Kass 44e                       | [ Rapport match 9 ]  |
| 19 novembre 2011  | 8e journée  | Olympique de Khouribga | Complexe du Phosphate (Khouribga) | 1-1    | Jounaid 88e                       | [ Rapport match 10 ] |
| 29 novembre 2011  | 9e journée  | Moghreb de Tétouan     | Complexe Moulay Abdallah (Rabat)  | 0-1    | -                                 | [ Rapport match 11 ] |
| 4 décembre 2011   | 10e journée | Jeunesse El Massira    | Stade Mohamed Laghdaf (Lâayoune)  | 0-1    | Azim 60e                          | [ Rapport match 12 ] |
| 11 décembre 2011  | 11e journée | Wydad de Casablanca    | Complexe Moulay Abdallah (Rabat)  | 2-2    | Fellah 20e, Kabli 75e             | [ Rapport match 13 ] |
| 18 décembre 2011  | 12e journée | Difaâ d'El Jadida      | Stade Abdi (El Jadida)            | 2-1    | Jounaid 4e                        | [ Rapport match 14 ] |
| 25 décembre 2011  | 13e journée | KAC de Kénitra         | Complexe Moulay Abdallah (Rabat)  | 3-1    | Jounaid 12e, Azim 52e, Khalil 81e | [ Rapport match 15 ] |
| 1er janvier 2012  | 14e journée | Maghreb de Fès         | Complexe de Fès (Fès)             | 2-1    | El Fatihi 27e                     | [ Rapport match 16 ] |
| 7 janvier 2012    | 15e journée | CODM de Meknès         | Complexe Moulay Abdallah (Rabat)  | 1-0    | Jounaid 58e (pen.)                | [ Rapport match 17 ] |

L'équipe des FAR de Rabat commence une première série de matchs nuls allant de la première à la quatrième journée où elle affronte successivement le Chabab Rif Al Hoceima, Hassania d'Agadir, Raja de Casablanca puis l'Olympique de Safi où lors de ce match l'AS FAR inscrit son tout premier but de la saison par l'intermédiaire d'Aziz Jounaid à la 24e minute de jeu. Ensuite dans le cadre de la 5e journée, l'équipe connait son premier revers face à l'Ittihad Khémisset sur le score d'un but à zéro avant de refaire un match nul contre le Wydad de Fès sur le score d'un but partout.
Pour le compte de la 7e journée, dans le cadre du derby de Rabat, les FAR affrontent le FUS de Rabat au Complexe Moulay Abdallah. Cette journée se termine par une défaite militaire au profit du FUS de Rabat sur le score de deux buts à un. Le 19 novembre 2011, les militaires doivent se déplacer pour affronter l'Olympique de Khouribga qui est classé 11e alors que les FAR sont classés 14e tout juste devant les deux clubs relégables. L'AS FAR cède son sixième match nul de la saison lors de cette journée par un but partout. C'est Aziz Jounaid qui réussit à égaliser à la 88e minute puisque le club était mené.
Les militaires affrontent ensuite où il concèderont une défaite de plus avant de remporter une première victoire dans la saison face à la Jeunesse El Massira grâce à une réalisation de Mehdi Azim lors de la 60e minute. Ensuite dans le cadre du classico l'équipe affronte le Wydad de Casablanca où les militaires réussiront un match nul face au club du Maroc le plus titrés avec les FAR de Rabat. Le Difaâ d'El Jadida réussira ensuite à défaire les FAR sur le score de deux buts à un dans le cadre de la 12e journée avant que l'AS FAR remporte son second match de la saison par trois buts à un le 25 décembre 2011.
La fin de cette première partie de la saison sera ensuite globalement moyen avec une défaite lors de la 14e journée lors du match l'opposant au Maghreb de Fès avant de se rattraper et de battre le CODM de Meknès râce à un pénalty de Aziz Jounaid à la 58e minute pour le compte de la dernière journée de championnat.

#### Classement à la trêve hivernale
Le classement est établi sur le même barème de points qu'en Europe, c'est-à-dire qu'une victoire vaut trois points, un match nul un point et la défaite aucun point.
| Rang | Équipe                   | Pts | J  | G  | N  | P | Bp | Bc | Diff |
| ---- | ------------------------ | --- | -- | -- | -- | - | -- | -- | ---- |
| 1    | FUS de Rabat             | 33  | 15 | 10 | 3  | 2 | 18 | 7  | +11  |
| 2    | Raja de Casablanca (C)   | 27  | 15 | 7  | 6  | 2 | 13 | 8  | +5   |
| 3    | Moghreb de Tétouan       | 25  | 15 | 6  | 7  | 2 | 14 | 6  | +8   |
| 4    | Maghreb de Fès (V) (CdT) | 23  | 15 | 6  | 5  | 4 | 20 | 12 | +8   |
| 5    | Chabab Rif Al Hoceima    | 22  | 15 | 6  | 4  | 5 | 21 | 11 | +10  |
| 6    | Wydad de Casablanca      | 22  | 15 | 5  | 7  | 3 | 13 | 9  | +4   |
| 7    | Difaâ d'El Jadida        | 18  | 15 | 5  | 3  | 7 | 13 | 15 | -2   |
| 8    | Olympique de Safi        | 18  | 15 | 4  | 6  | 5 | 15 | 21 | -6   |
| 9    | Wydad de Fès             | 18  | 15 | 4  | 6  | 5 | 13 | 19 | -6   |
| 10   | Hassania d'Agadir        | 17  | 15 | 4  | 5  | 6 | 10 | 17 | -7   |
| 11   | Ittihad Khémisset (P)    | 17  | 15 | 4  | 5  | 6 | 5  | 12 | -7   |
| 12   | FAR de Rabat             | 16  | 15 | 3  | 7  | 5 | 13 | 14 | -1   |
| 13   | KAC de Kénitra           | 16  | 15 | 2  | 10 | 3 | 13 | 16 | -3   |
| 14   | CODM de Meknès (P)       | 16  | 15 | 4  | 4  | 7 | 7  | 13 | -6   |
| 15   | Jeunesse El Massira      | 15  | 15 | 4  | 3  | 8 | 11 | 15 | -4   |
| 16   | Olympique de Khouribga   | 14  | 15 | 3  | 5  | 3 | 11 | 15 | -4   |

- Champion et Vice-champion

- Troisième

- Quatrième

- Relégué

- Abréviations

T : Tenant du titre

V : Vice-champion 2010-11

CdT : Vainqueur de la Coupe du Trône de football 2010-11

P : Promus de Botola 2 2010-11

#### Phase retour
La phase retour de ce championnat reprend le samedi 11 février 2012 pour le compte de la 16e journée face au Hassania d'Agadir, les FAR de Rabat sont actuellement douzième au classement.
| Dates           | Journées    | Adversaires            | Lieux des rencontres              | Scores | Buts FAR                                   | Références           |
| --------------- | ----------- | ---------------------- | --------------------------------- | ------ | ------------------------------------------ | -------------------- |
| 11 février 2012 | 16e journée | Hassania d'Agadir      | Complexe Moulay Abdallah (Rabat)  | 2-0    | Jounaid 84e, Alloudi 90e                   | [ Rapport match 18 ] |
| 18 février 2012 | 17e journée | Raja de Casablanca     | Complexe Mohammed V (Casablanca)  | 3-1    | Jounaid 4e                                 | [ Rapport match 19 ] |
| 24 février 2012 | 18e journée | Olympique de Safi      | Complexe Moulay Abdallah (Rabat)  | 2-1    | Alloudi 2e, Akadar 44e                     | [ Rapport match 20 ] |
| 3 mars 2012     | 19e journée | Ittihad Khémisset      | Stade du 18 novembre (Khémisset)  | 0-0    | -                                          | [ Rapport match 21 ] |
| 9 mars 2012     | 20e journée | Wydad de Fès           | Complexe Moulay Abdallah (Rabat)  | 1-0    | Amzil 73e                                  | [ Rapport match 22 ] |
| 17 mars 2012    | 21e journée | FUS de Rabat           | Complexe Moulay Abdallah (Rabat)  | 0-0    | -                                          | [ Rapport match 23 ] |
| 24 mars 2012    | 22e journée | Olympique de Khouribga | Complexe Moulay Abdallah (Rabat)  | 1-1    | Sbai 39e                                   | [ Rapport match 24 ] |
| 31 mars 2012    | 23e journée | Moghreb de Tétouan     | Stade Saniat Rmel (Tétouan)       | 3-0    | -                                          | [ Rapport match 25 ] |
| 7 avril 2012    | 24e journée | Jeunesse El Massira    | Complexe Moulay Abdallah (Rabat)  | 3-1    | Trafah 35e (csc), Achakhir 56e, Akadar 81e | [ Rapport match 26 ] |
| 14 avril 2012   | 25e journée | Wydad de Casablanca    | Complexe Mohammed V (Casablanca)  | 2-0    | -                                          | [ Rapport match 27 ] |
| 20 avril 2012   | 26e journée | Difaâ d'El Jadida      | Complexe Moulay Abdallah (Rabat)  | 2-3    | Jounaid 35e et 83e (pen.)                  | [ Rapport match 28 ] |
| 28 avril 2012   | 27e journée | KAC de Kénitra         | Stade municipal (Kénitra)         | 0-3    | Jounaid 70e et 94e, Naghmi 88e             | [ Rapport match 29 ] |
| 4 mai 2012      | 28e journée | Maghreb de Fès         | Complexe Moulay Abdallah (Rabat)  | 2-1    | El Fatihi 74e , Jounaid 79e                | [ Rapport match 30 ] |
| 19 mai 2012     | 29e journée | CODM de Meknès         | Stade d'honneur (Meknès)          | 0-0    | -                                          | [ Rapport match 31 ] |
| 26 mai 2012     | 30e journée | Chabab Rif Al Hoceima  | Stade Mimoun Al Arsi (Al Hoceima) | 0-2    | Jounaid 19e (pen.) et 94e                  | [ Rapport match 32 ] |

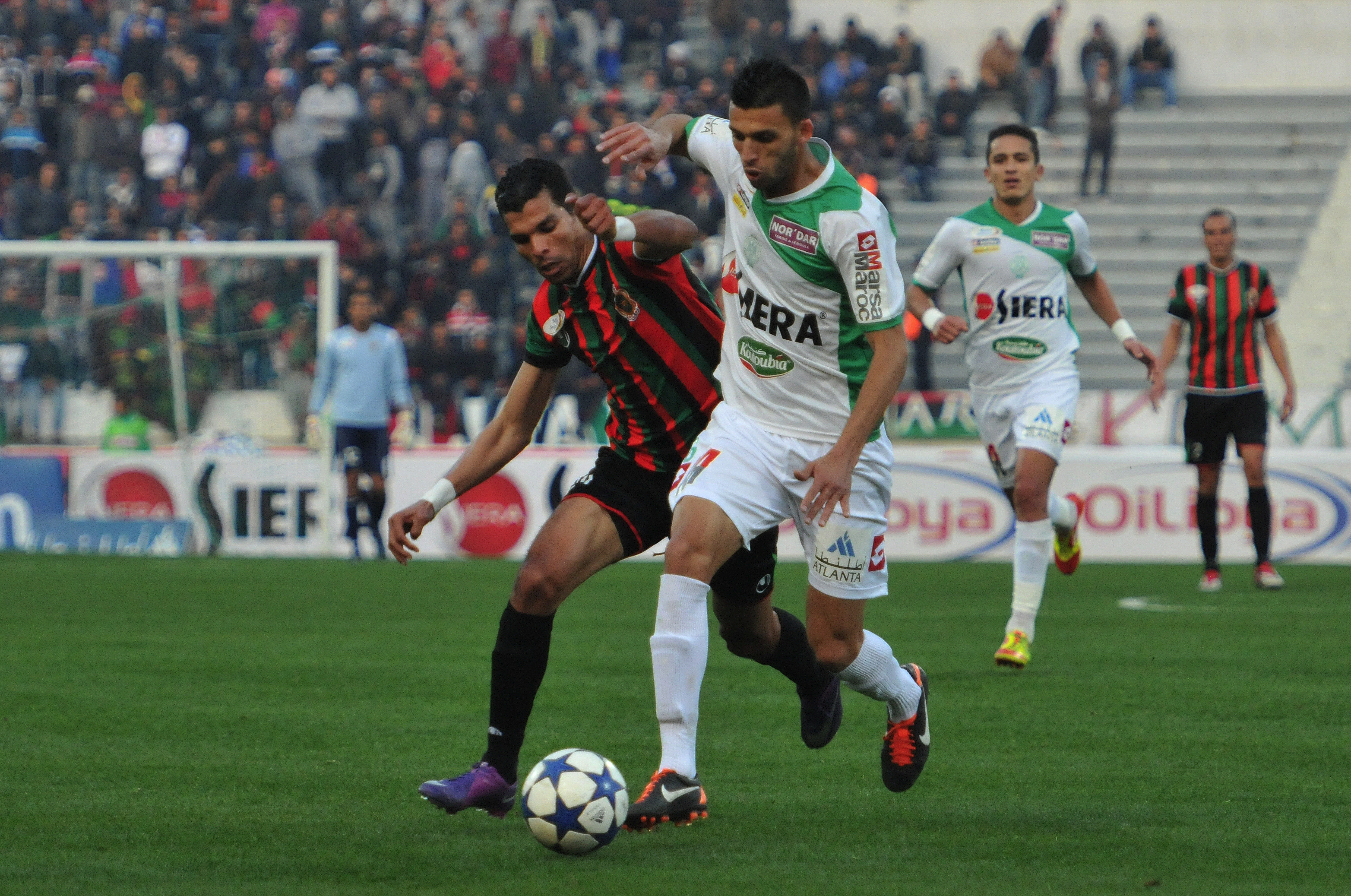
de championnat lors du match face au Raja de Casablanca.

Pour le premier match de la phase retour après plusieurs recrutements dont notamment le fameux Soufiane Alloudi, l'équipe réussit à enchainer une autre victoire face au Hassania d'Agadir grâce à des réalisations dans les dernières minutes d'Aziz Jounaid et de Soufiane Alloudi. Cette victoire permet au club de prendre la 8e place du classement. Mais sa série de deux victoires sera stoppé par le Raja de Casablanca qui défait les militaires sur le score de trois buts à un à Casablanca pour le compte du classico qui oppose les deux équipes.
Mais l'équipe réussira à retrouver le chemin des buts face à l'Olympique de Safi par une victoire sur le score de deux buts à un avant d'être tenue en échec par l'Ittihad Khémisset après un match nul par 0-0. Ensuite dans le cadre de la 20e journée, les FAR affrontent le Wydad de Fès à domicile et grâce à une réalisation de Zakaria Amzil, l'équipe réussit à empocher les trois points.
Les FAR enchaineront ensuite deux matchs nuls respectivement face au FUS de Rabat dans le cadre d'un derby local se finissant sur un score vierge de zéro but partout puis face à l'Olympique de Khouribga cette fois-ci sur le score d'un but partout. Les militaires sont ensuite battus à Tétouan par le Moghreb de Tétouan sur le score fleuve de trois buts à zéro avant de remporter une victoire face à la Jeunesse El Massira par 3-1 à Rabat.
À partir de la 25e journée, les FAR enchaineront deux défaites face au Wydad de Casablanca sur le score de deux buts à zéro le 14 avril 2012 puis face au Difaâ d'El Jadida lors d'un match très serré se finissant par trois buts à deux où un doublé de Aziz Jounaid ne suffira pas pour remporter une victoire. L'équipe enregistrera ensuite une victoire record face au KAC de Kénitra par trois buts à zéro grâce encore à un doublé de Aziz Jounaid et une réalisation de Mehdi Naghmi.
Les trois dernières journées de championnat seront globalement positifs avec une première victoire lors de la 28e journée face au Maghreb de Fès sur le score de deux buts à un grâce à des buts d'Hicham El Fatihi et de Aziz Jounaid. Mais lors de la prochaine journée suivra un match nul face au CODM de Meknès avant de remporter lors de la dernière journée une autre victoire face aux rifains du Chabab Rif Al Hoceima par 2-0 grâce au troisième doublé de la saison de Aziz Jounaid qui est l'incontournable buteur du club lors de la saison.

#### Classement final
Le classement est établi sur le même barème de points qu'en Europe, c'est-à-dire qu'une victoire vaut trois points, un match nul un point et la défaite aucun point.
| Rang | Équipe                   | Pts | J  | G  | N  | P  | Bp | Bc | Diff |
| ---- | ------------------------ | --- | -- | -- | -- | -- | -- | -- | ---- |
| 1    | Moghreb de Tétouan       | 61  | 30 | 17 | 10 | 3  | 41 | 13 | +28  |
| 2    | FUS de Rabat             | 57  | 30 | 16 | 9  | 5  | 32 | 16 | +16  |
| 3    | Wydad de Casablanca      | 51  | 30 | 13 | 12 | 5  | 32 | 18 | +14  |
| 4    | Raja de Casablanca (C)   | 51  | 30 | 14 | 9  | 7  | 34 | 24 | +10  |
| 5    | Difaâ d'El Jadida        | 48  | 30 | 13 | 9  | 8  | 35 | 27 | +8   |
| 6    | Maghreb de Fès (V) (CdT) | 41  | 30 | 10 | 11 | 9  | 35 | 26 | +9   |
| 7    | FAR de Rabat             | 41  | 30 | 10 | 11 | 9  | 32 | 29 | +3   |
| 8    | Olympique de Safi        | 36  | 30 | 9  | 9  | 12 | 34 | 43 | -9   |
| 9    | Olympique de Khouribga   | 35  | 30 | 8  | 11 | 11 | 27 | 32 | -5   |
| 10   | CODM de Meknès (P)       | 35  | 30 | 10 | 6  | 14 | 19 | 26 | -7   |
| 11   | Hassania d'Agadir        | 35  | 30 | 8  | 11 | 11 | 22 | 31 | -9   |
| 12   | KAC de Kénitra           | 35  | 30 | 7  | 14 | 9  | 29 | 40 | -11  |
| 13   | Chabab Rif Al Hoceima    | 33  | 30 | 8  | 9  | 13 | 31 | 27 | +4   |
| 14   | Wydad de Fès             | 30  | 30 | 7  | 9  | 14 | 26 | 39 | -13  |
| 15   | Jeunesse El Massira      | 28  | 30 | 7  | 7  | 16 | 24 | 42 | -18  |
| 16   | Ittihad Khémisset (P)    | 24  | 30 | 5  | 9  | 16 | 12 | 32 | -20  |

- Champion et Vice-champion

- Troisième

- Quatrième

- Relégué

- Abréviations

T : Tenant du titre

V : Vice-champion 2010-11

CdT : Vainqueur de la Coupe du Trône de football 2010-11

P : Promus de Botola 2 2010-11

### Parcours en Coupe du trône
L'AS FAR entame la compétition à partir des seizièmes de finale par son statut de club de première division contrairement à certains autres clubs. Il joue donc son premier match le 16 août 2012 face à l'Ittihad Khémisset.
| Dates              | Tours       | Adversaires           | Lieux des rencontres              | Scores          | Buts RCA                       | Références           |
| ------------------ | ----------- | --------------------- | --------------------------------- | --------------- | ------------------------------ | -------------------- |
| 16 août 2012       | 1/16 finale | Ittihad Khémisset     | Stade du 18 novembre (Khémisset)  | 0-2             | Aqqal 42e et 84e               | [ Rapport match 33 ] |
| 1er septembre 2012 | 1/8 finale  | TAS de Casablanca     | Stade Larbi Zaouli (Casablanca)   | 2-3             | Aqqal 21e, Kaddioui 40e et 67e | [ Rapport match 34 ] |
| 17 octobre 2012    | 1/4 finale  | Chabab Rif Al Hoceima | Stade Mimoun Al Arsi (Al Hoceima) | 1-2             | Naghmi 18e, Bourhim 44e        | [ Rapport match 35 ] |
| 6 novembre 2012    | 1/2 finale  | AS Salé               | Complexe Moulay Abdallah (Rabat)  | 2-2 4-3 (t.a.b) | El Fatihi 79e, Aqqal 94e       | [ Rapport match 36 ] |
| 18 novembre 2012   | Finale      | Raja de Casablanca    | Complexe Moulay Abdallah (Rabat)  | 0-0 4-5 (t.a.b) | -                              | [ Rapport match 37 ] |

Les FAR de Rabat entament donc la compétition face à l'Ittihad Khémisset le 16 août 2012 avec un nouvel effectif à la suite du mercato estival qui a eu lieu. Les militaires remportent la rencontre sur le score de deux buts à zéro à Khémisset au Stade du 18 novembre grâce à un doublé d'une nouvelle recrue, Salaheddine Aqqal qui inscrit ses deux buts dans les 42e et 84e minutes.
Lors du tour suivant, les FAR doivent affronter ainsi le TAS de Casablanca dans son stade à Casablanca. La rencontre a lieu le 1er septembre 2012, elle débute tout d'abord par l'ouverture du score des FAR de Rabat par l'intermédiaire de Salaheddine Aqqal à la 21e minute avant que le TAS de Casablanca n'égalise. Ensuite Youssef Kaddioui qui a également rejoint les FAR lors de cet été inscrit un doublé lors des 40e et 67e minute avant que les casablancais ne réduisent l'écart lors de la 87e minute sans toutefois pouvoir parvenir à ramener l'équité.
Pour le compte des quarts de finale, l'équipe militaire se déplace encore mais cette fois-ci au Stade Mimoun Al Arsi d'Al Hoceima pour affronter le Chabab Rif Al Hoceima. Mehdi Naghmi ouvre le score dès la 18e minute avant l'égalisation des rifains par intermédiaire d'Abdessamad El Mobaraky. Mais la joie des rifains ne durera pas puisque rapidement après à la 44e minute, Ayoub Bourhim inscrit le second but pour les FAR. Les FAR ont donc ainsi remporté la rencontre par 2-1.
Lors des demi-finales alors que le Raja de Casablanca et le Wydad de Casablanca doivent s'affronter pour un derby casablancais, les FAR doivent eux affronter le voisin qu'est l'AS Salé pour le compte d'un derby appelé derby du Bouregreg. Les demi-finales ont toutes lieux le 6 novembre 2012. Après une première mi-temps plutôt serré avec malgré beaucoup d'occasions ratés par les militaires, les salétins ouvrent le score à la 75e minute grâce avec un but exceptionnel de Mohamed Hamdan qui a été prêté par les FAR à l'AS Salé. Après ce but, les FAR réagissent rapidement à la 79e minute par un but d'Hicham El Fatihi. À la fin de la rencontre les deux équipes sont à égalité 1-1 et doivent donc disputer les prolongations. Lors de la 94e soit quelques minutes après le coup de sifflet de la première mi-temps des prolongations, Salaheddine Aqqal marque le second but pour l'équipe militaire. Chez les supporters des FAR c'est la joie alors que pour les salétins c'est le contraire. Mais à la 103e minute, les salétins obtiennent un pénalty qui sera finalement arrêté par le gardien des FAR Ali Grouni. Lors de la seconde période des prolongations les salétins réussiront finalement à égaliser dans les dernières minute s par l'intermédiaire de Abdelghani Samami par une tête. Les FAR réussiront ensuite à être plus adroit aux tirs au but que l'AS Salé par 4-3.
Grâce à cette victoire les FAR participent à la seizième finale du club dont sur les quinze dernières, onze d'entre elles ont été remportés. Les FAR affrontent donc le Raja de Casablanca pour ce qui représente l'un des trois classico marocain. Il faut noter la qualification du Raja de Casablanca face au Wydad de Casablanca après un match très serré se terminant finalement sur le score de trois buts à un. Mais cette finale sera finalement perdue lors des tirs au but après un score nul et vierge. Le Raja de Casablanca remporte donc son septième titre sans toutefois pouvoir rattraper le Wydad de Casablanca qui en possède neuf et les FAR qui en ont onze. Pour les militaires, il s'agit de la cinquième finale de perdue depuis la création du club.

## Résultats des autres sections

### Section de basket-ball
La section basket-ball des FAR de Rabat qui a été créé en 1959 un an après la section football évolue cette saison en National 2 qui est le 2e niveau de la hiérarchisation du basket-ball marocain. Alors que durant la saison dernière, l'équipe évoluait dans la poule sud et s'était classée 4e de National 2 dans sa poule, cette fois-ci, le club évolue dans la poule nord avec huit équipes.
Le club ne participe pas seulement à un championnat mais aussi à la coupe du Trône dans laquelle plusieurs clubs s'affrontent à élimination direct. L'équipe des FAR se fera éliminer dans cette compétition lors du troisième tour juste avant les huitièmes de finale par l'Itthiad de Tanger sur le score 83-64.
Mais en championnat, le club termine 3e et ne peut cependant pas disputer les play-offs pour pouvoir faire la montée en National 1. Sur les 14 match joués, l'équipe en remporte huit mais perd les six autres matchs en marquant plus de 897 paniers et en encaissant 848. Avec au total une différence de 84 paniers.
La barème de point lors de cette saison est de deux points pour une victoire et d'un point pour une défaite.
- Classement National 2 - Poule Nord

| No | Équipe                 | Pts | J  | G  | P  | PP   | PC   | Diff |
| -- | ---------------------- | --- | -- | -- | -- | ---- | ---- | ---- |
| 1  | Mouloudia Club d'Oujda | 24  | 13 | 11 | 2  | 990  | 856  | +134 |
| 2  | CODM de Meknès         | 23  | 14 | 9  | 5  | 897  | 848  | +49  |
| 3  | FAR de Rabat           | 22  | 14 | 8  | 6  | 946  | 862  | +84  |
| 4  | Ittihad de Tanger      | 21  | 13 | 8  | 5  | 943  | 857  | +86  |
| 5  | AS Taza                | 22  | 14 | 7  | 7  | 833  | 941  | -108 |
| 6  | Ithri Rif de Nador     | 21  | 14 | 5  | 9  | 1002 | 1015 | -13  |
| 7  | Moghreb de Rabat       | 19  | 14 | 5  | 9  | 883  | 951  | -68  |
| 8  | Stade marocain         | 16  | 14 | 2  | 12 | 758  | 922  | -164 |

- Play-offs

- Relégué

### Section de volley-ball
La section volley-ball des FAR de Rabat qui a été créé en 1973 quinze ans après la section football évolue cette saison en National 1 qui est le 1er niveau de la hiérarchisation du volley-ball marocain. Alors que durant la saison dernière, l'équipe évoluait en National 2, grâce à sa montée la saison dernière, les FAR évoluent maintenant en National 1.
Le club ne participe pas seulement à un championnat mais aussi à la coupe du Trône dans laquelle plusieurs clubs s'affrontent à élimination direct.
Mais en championnat, le club termine 3e et peut cependant disputer les play-offs pour pouvoir remporter le championnat de National 1. Sur les 14 match joués, l'équipe en remporte dix mais perd les quatre autres matchs en marquant plus de 31 sets et en encaissant 16. Avec au total une différence de 15 sets.
- Classement National 1

| No | Équipe            | Pts | J  | G  | P  | PP | PC | Diff |
| -- | ----------------- | --- | -- | -- | -- | -- | -- | ---- |
| 1  | Ittihad Tanger    | 26  | 14 | 12 | 2  | 39 | 13 | +26  |
| 2  | TS Casablanca     | 24  | 14 | 10 | 4  | 36 | 16 | +20  |
| 3  | FAR de Rabat      | 24  | 14 | 10 | 4  | 31 | 16 | +15  |
| 4  | Chabab Mohammédia | 24  | 14 | 10 | 4  | 32 | 19 | +12  |
| 5  | FUS de Rabat      | 22  | 14 | 8  | 6  | 29 | 23 | +6   |
| 6  | Difaâ d'El Jadida | 17  | 14 | 3  | 11 | 16 | 34 | -18  |
| 7  | Union de Fès      | 16  | 14 | 3  | 11 | 13 | 38 | -25  |
| 8  | CODM de Meknès    | 14  | 14 | 0  | 14 | 5  | 42 | -37  |

- Play-offs

- Relégué

L'équipe s'est donc qualifié aux play-offs en terminant 3e du championnat et peut ainsi espérer remporter le titre de champion de National 1. Il est ainsi accompagné de trois autres clubs que sont l'Ittihad Tanger, le TS Casablanca et le Chabab Mohammédia.
Finalement les FAR de Rabat se placent 3e dans ce play-off devant le Chabab Mohammédia et derrière l'Ittihad Tanger. Avec 3 victoires et 3 défaites soit 9 points, l'équipe ne peut remporter ce championnat et le leader est ainsi le TS Casablanca qui possède 11 points.
- Classement Play-off

| No | Équipe            | Pts | J | G | P | PP | PC | Diff |
| -- | ----------------- | --- | - | - | - | -- | -- | ---- |
| 1  | TS Casablanca     | 11  | 6 | 5 | 1 | 17 | 7  | +10  |
| 2  | Ittihad Tanger    | 10  | 6 | 4 | 2 | 14 | 8  | +6   |
| 3  | FAR de Rabat      | 9   | 6 | 3 | 3 | 10 | 14 | -4   |
| 4  | Chabab Mohammédia | 6   | 6 | 0 | 6 | 6  | 18 | -12  |